# Veneçolans a Espanya
Els veneçolans a Espanya, són ciutadans originaris de la República Bolivariana de Veneçuela residents en aquest país europeu. Es tracta de la comunitat veneçolana més nombrosa s Europa. Actualment, l'INE ha registrat un total de 396.188 persones nascudes a Veneçuela amb residència a Espanya. Dels quals, 173.298, tenen també nacionalitat espanyola; i, 222.890 són nacionals de Veneçuela o d'un país tercer. El 2014, 31.000 posseïen els permisos de residència permanent. A més, entre 2002 i 2012, 2.832 veneçolans van obtenir la seva ciutadania espanyola per residència.

## Història recent i característiques
Espanya és el país europeu triat per la majoria dels veneçolans que decideixen emigrar a aquest continent a causa de la llengua i els costums compartits. A més, gran part dels veneçolans que emigren, se'ls permet obtenir la ciutadania espanyola a causa del seu origen ancestral, en alguns casos també va ser degut a la llei de Memòria Històrica. Des de l'inici de la Revolució Bolivariana en 1999, va ocórrer un «boom» en la immigració veneçolana cap a Espanya fins a l'any 2008.
A partir de 2008, els controls migratoris en Barajas i el Prat es van endurir, especialment cap als llatinoamericans i africans. Això va provocar que personal aeroportuari i de migracions maltractés a veneçolans considerats «sospitosos». Cap a 2009, els veneçolans eren la tercera major quantitat de rebutjats, darrere dels brasilers i argentins. Els inadmesos han denunciat que han rebut insults, acusacions falses, i que els han portat a habitacions de condicions deplorables, juntament amb altres rebutjats. Això ha provocat diverses reaccions diplomàtiques per part del govern veneçolà.
A causa de l'emigració veneçolana, Espanya s'ha convertit en un dels principals destins dels veneçolans emigrats. Entre ells es troben, per exemple, músics, actors, productors, presentadors de televisió, presentadors i periodistes a causa del tancament de mitjans de comunicació pel govern de Veneçuela, per a ser venuts a empreses que simpatitzen amb el govern. Otros motivos de la emigración es la mejora de estudios en universidades españolas, a través de un máster o postgrados. Altres motius de l'emigració és la millora d'estudis en universitats espanyoles, a través d'un màster o postgraus. Des de 2008 va créixer el nombre de joves veneçolans autoritzats per a estudiar a Espanya. En 2012 gairebé 2.000 veneçolans ho van rebre. També hi ha veneçolans que arriben a Espanya amb el propòsit de realitzar negocis o emprenedories.
L'Institut de Recerques Econòmiques i Socials de la Universitat Catòlica Andrés Bello diu que la comunitat veneçolana a Espanya va créixer de 148.000 a 164.000 habitants entre 2005 i 2010. No obstant això, gran part d'ells «desapareix» de les estadístiques després d'adquirir alguna nacionalitat europea.
La crisi econòmica espanyola de 2008-2014 ha portat a alguns veneçolans a tornar a la seva pàtria. En 2012 van retornar 4.860 veneçolans que vivien a Espanya. El lliurament de permisos de treball a veneçolans es van reduir un 54,29% entre 2005 i 2012. Entre 2011-2012 havien arribat a Espanya uns 4.967 veneçolans, mentre que 4.860 veneçolans a Espanya van tornar a la seva pàtria. Des de 2010, quan es va registrar un sostre de 10.249 autoritzacions temporals a veneçolans per treballar a Espanya, els números van decaure fins a 4.139 a fins de 2012. Fins a 1999, abans del govern de Chávez, mai havia passat de 500.
Al febrer de 2014, a causa de l'onada de manifestacions a Veneçuela contra del govern, van ocórrer protestes similars en les comunitats veneçolanes de les Illes Canàries, que estan contra del govern de Nicolás Maduro, i anteriorment d'Hugo Chávez.
El març de 2015, es formalitza davant del Registre Nacional d'Associacions l'entitat Estudiantes Venezolanos en España (EVE), pionera en la defensa dels estudiants amb problemes d'accés a divises per al pagament de matrícula i manutenció durant la seva estada en l'exterior.
Actualment Veneçuela manté una ambaixada a Madrid i consolats generals a: Barcelona, Bilbao, Santa Cruz de Tenerife i Vigo.

## Estadístiques
Els registres espanyols evidencien un augment en la recepció de veneçolans i d'espanyols provinents de Veneçuela des de 1985, amb especial èmfasi des de 1999. L'any 2005 es van rebre 9.000 sol·licituds de legalització de veneçolans residents, acompanyades del seu contracte de treball, segons va informar el Ministre de Treball espanyol, Jesús Caldera durant la seva visita a Caracas al maig de 2005.
La comunitat de veneçolans més gran a Espanya es troba principalment entre les Illes Canàries, Madrid i Barcelona. En el primer territori, cap a 2014 s'estimaven 60.000 «veneçolans-canaris». Cap a 2013, l'Observatori Valencià d'Immigració va reportar 5.497 veneçolans a la Comunitat Valenciana, dels quals 2.757 viuen en València, 2.217 a Alacant i 523 a Castelló de la Plana. El consolat veneçolà a Madrid registra 24.000 veneçolans, dels quals no voten més de 7.500. A Barcelona, es registren 20.000, però no voten més de 5.000. Vigo, a Galícia, és també una ciutat considerada d'«acolliment» als veneçolans.
L'enquesta de població activa d'Espanya citava en 2012, 59.805 veneçolans a Espanya, dels quals el 25,1% vivien a Madrid (15.009), 14,04% de Santa Cruz de Tenerife (8.396), 13.77% a Barcelona (8.237), 4,79% a València (2.862), 3,72% a Alacant (2.224), 3,7% en Las Palmas de Gran Canaria (2.213) i 3,07% en Màlaga (1.836). La comunitat més petita es trobaria en Ceuta, amb només 10 veneçolans.
L'Institut Nacional d'Estadística d'Espanya (INE) indica que a l'1 de gener de 2013, hi havia uns 53.067 veneçolans en qualitat de residents. Aquesta xifra augmenta a 156.065 si es té en compte el lloc de naixement dels immigrants, ja que molts tenen pares espanyols, italians o portuguesos i s'han establert amb passaport de la Unió Europea. El 54% són dones.
| Gràfica d'evolució de Veneçolans a Espanya entre 1998 i 2020 |
|                                                              |
| Dades de l'INE a 1 de gener de cada any.                     |

## Cultura veneçolana a Espanya

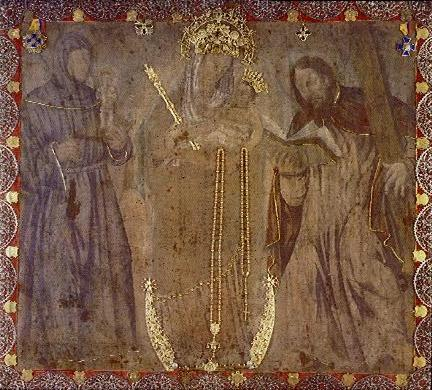
Imatge de la Virgen de Chiquinquirá, a la basílica veneçolana del seu nom. Coneguda popularment com «La Chinita», dona nom a la fira que es realitza en honor seu.

és un esdeveniment firal que es realitza anualment a la ciutat espanyola de Madrid des de l'any 2004. És organitzada per la comunitat veneçolana de la ciutat, que pretén recordar la Feria de la Chinita que es duu a terme en Maracaibo i altres localitats de l'Estat Zulia (Veneçuela) en honor de la Verge de Chiquinquirá, coneguda popularment com «La Chinita», d'on pren el nom l'esdeveniment.
Durant l'esdeveniment es realitzen diferents activitats, entre les quals destaquen la gastronomia, exposicions, concursos i altres, així com una missa en honor de la Verge de Chiquinquirá. L'objectiu principal de la fira és la difusió de la cultura i tradicions veneçolanes entre la societat espanyola i els col·lectius immigrants que conviuen al país, amb interès en la integració de races i cultures, sense ingerències polítiques, racistes, socials o de qualsevol altra índole.
L'esdeveniment és organitzat per la Associació Cultural Fira de la Chinita a Madrid, una entitat sense ànim de lucre que pretén acostar la cultura veneçolana i rememorar la Fira de la Chinita que es duu a terme a Veneçuela des de fa dècades. Amb la intenció de mantenir un llaç d'unió i record entre les tradicions culturals veneçolanes a Espanya, l'associació va posar en marxa la primera edició de l'esdeveniment l'any 2004.

## Destacats
- Iñaki Anasagasti: polític del Partit Nacionalista Basc.
- Carlos Baute: cantant.
- Ivonne Reyes: model i presentadora de tv.
- Boris Izaguirre: periodista i escriptor.
- Garbiñe Muguruza: tenista.
- Jeffrén Suárez: futbolista.
- Pedro Zerolo: polític del PSOE.
- Laureano Márquez: comediant.